# جک ودرفورد
جک ودرفورد (انگلیسی: Jack Weatherford؛ زادهٔ ۱ ژانویهٔ ۱۹۴۶) انسان‌شناس اهل ایالات متحده آمریکا است.